# Washington County (North Carolina)
 Der er flere lokaliteter med dette navn, se Washington County.
Washington County er et county i delstaten North Carolina i USA med et indbyggertal på 13.723. Hovedbyen er Plymouth.

## Historie
Washington County blev etableret i 1799, hvor den vestlige tredjedel af Tyrrell County blev overført til det nye county, der blev opkaldt efter George Washington.

## Geografi
Ifølge den officielle angivelse har Washington County et samlet areal på 1.099 km², hvoraf 197 km² (17.89%) er vand.
Washington County er delt mellem tre byer Plymouth (administrationscentrum), Roper og Creswell.

### Tilgrænsende counties
- Chowan County, North Carolina – nord (over Albemarle Sound)
- Perquimans County, North Carolina – nordøst (over Albemarle Sound)
- Tyrrell County, North Carolina – øst
- Hyde County, North Carolina – sydøst
- Beaufort County, North Carolina – sydvest
- Martin County, North Carolina – vest
- Bertie County, North Carolina – nordvest

## Byer
- Creswell
- Plymouth
- Roper